# Van der Feltzpark
Het Van der Feltzpark is een straat in de Nederlandse stad Assen.

## Geschiedenis
In 1875 werd in opdracht van de gemeente een deel van het Asserbos gekapt voor de bouw van een nieuwe villawijk. In feite is er geen sprake van een park, maar van een boomrijke straat. De straat, tussen de Dr. Nassaulaan (toen nog Hoofdlaan) en de Beilerstraat, kreeg de naam van burgemeester Warmold Albertinus baron van der Feltz. Vanuit de natuurliefhebbers werd geprotesteerd tegen opnieuw een aantasting van het bos. Eerder al werden delen gekapt voor onder meer de uitbreiding van het nabijgelegen hertenkamp en voor de bouw van de Rijks Hogere Burgerschool. De plannen gingen toch door en er werden diverse grote herenhuizen gebouwd. De villa's op nummer 2 en 4, beide in de eclectische stijl, zijn rijksmonumenten.

## Galerij

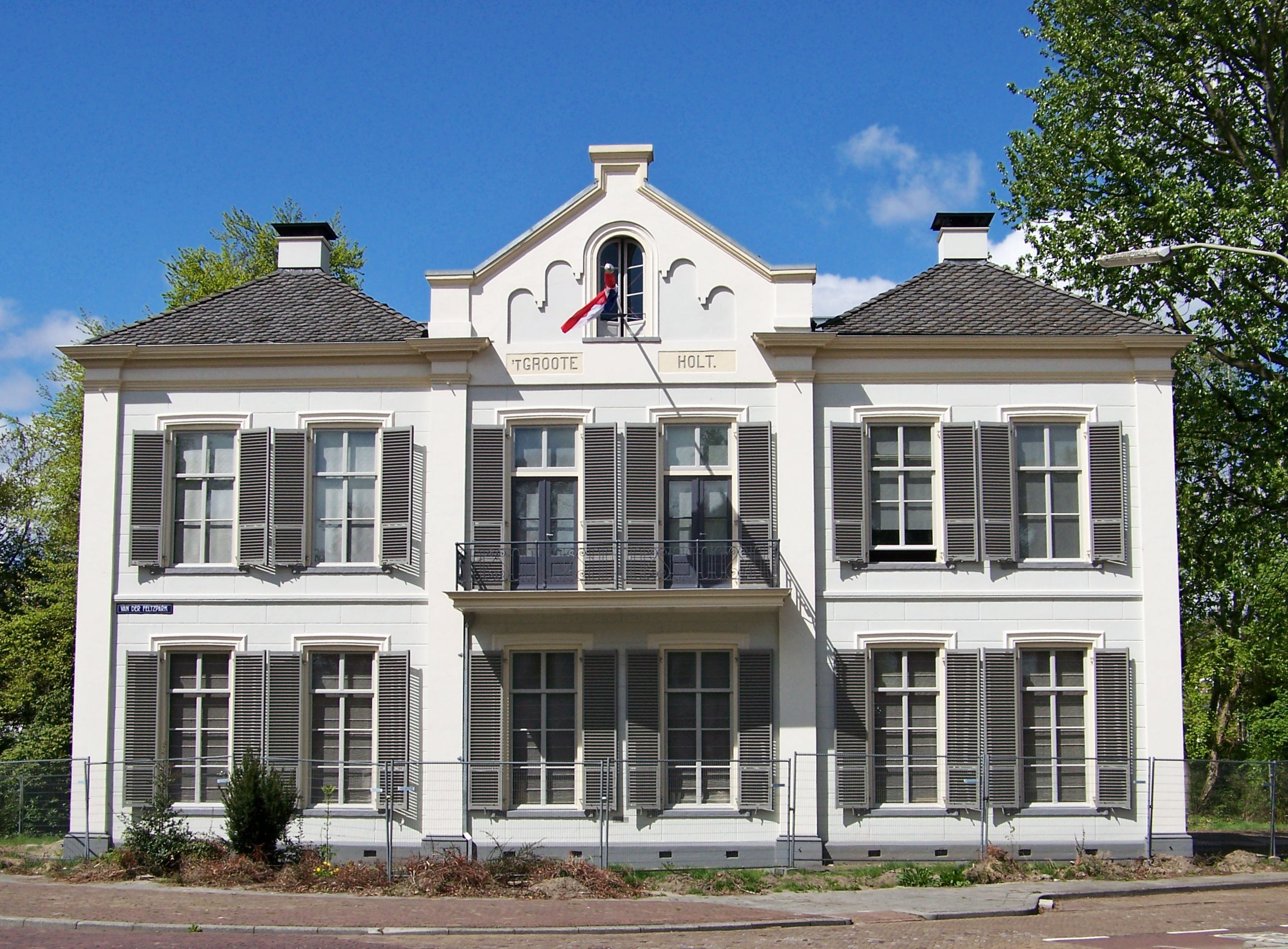
Van der Feltzpark 4 ('t Groote Holt)
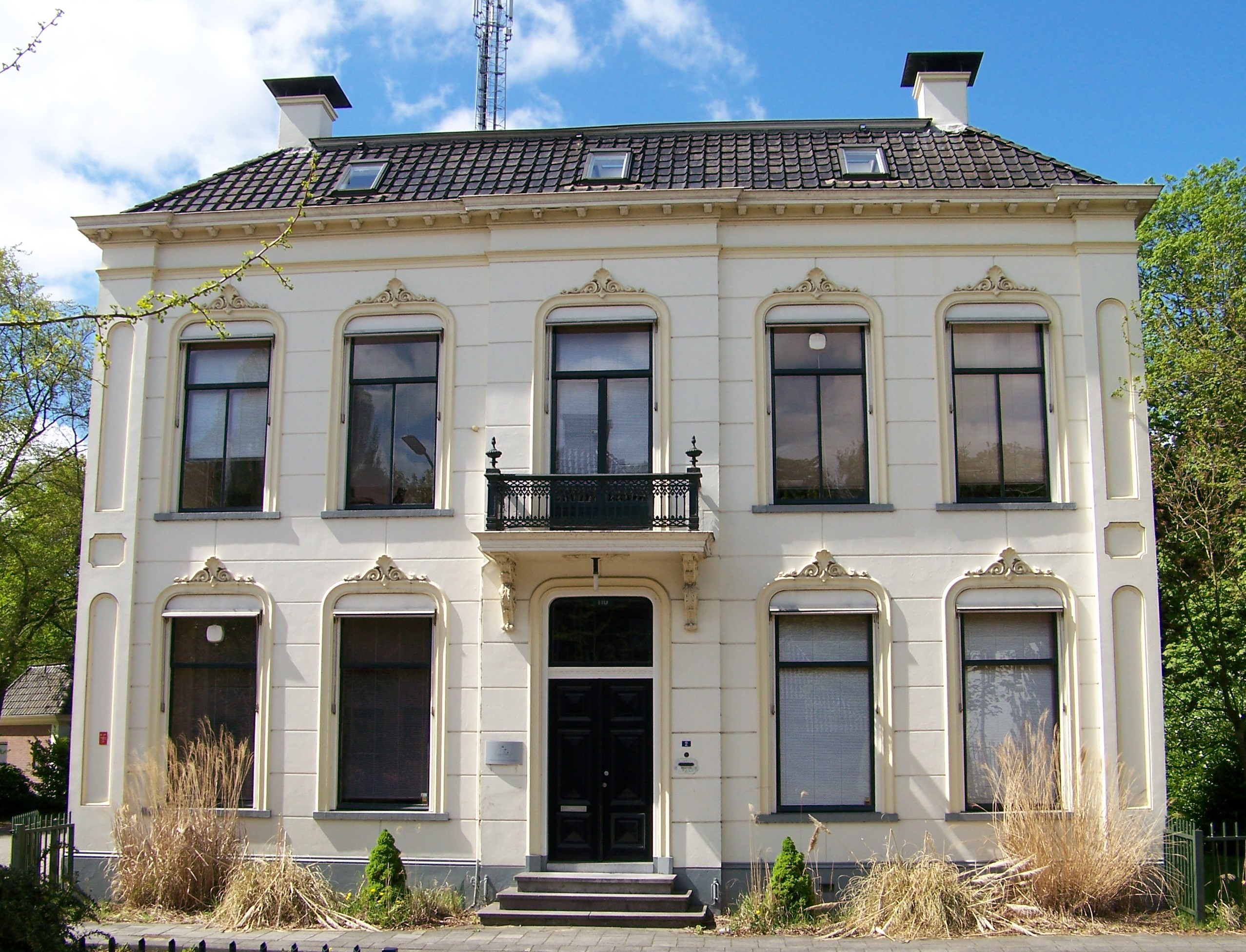
Van der Feltzpark 2